# 贝尔根 (福格特兰县)
贝尔根（德語：Bergen，發音：[ˈbɛʁɡn̩] ⓘ）是德国萨克森州福格特兰县的市镇，面积8.34平方千米，2023年12月31日人口为941人。